# Vicepresidente de la Generalidad de Cataluña
La vicepresidencia de la Generalidad de Cataluña es un cargo de la Generalidad de Cataluña creado con el artículo 15 de la Ley 13/2008, de 5 de noviembre, de la presidencia de la Generalidad y del Gobierno. Esta ley prevé la posibilidad de nombrar un vicepresidente o vicepresidenta del Gobierno, siempre que no haya sido nombrado un consejero primero. El vicepresidente del Gobierno forma parte del ejecutivo y es titular de la consejería que el presidente determine.
El Estatuto de Autonomía de Cataluña de 2006 determina que el Gobierno de Cataluña se compone del Presidente de la Generalidad de Cataluña, optativamente de un consejero Primero y el resto de consejeros. El hecho de no designar un consejero primero, permite considerar al vicepresidente como el segundo cargo en importancia.

## Funciones
Las principales funciones del Vicepresidente o vicepresidenta del Gobierno son:
- Convocar y presidir el Consejo Técnico del Gobierno.
- Coordinar y supervisar la actividad de las delegaciones territoriales del Gobierno.
- Suplir y sustituir al presidente o presidenta de la Generalidad.
- Recibir información de la Secretaría del Gobierno sobre los proyectos de decreto elaborados por los departamentos antes de que sean incorporados a la orden del día del Consejo Técnico.
- Cumplir las funciones de carácter administrativo y ejecutivo que le asignan las leyes.

## Listado de vicepresidentes
| # | Legislatura                                  | Nombre                                       | Nombre                                       | Inicio mandato                               | Final mandato                                | Consejería adscrita                              | Partido político                             | Partido político                             |
| Consejería de la Vicepresidencia (1931-1932) | Consejería de la Vicepresidencia (1931-1932) | Consejería de la Vicepresidencia (1931-1932) | Consejería de la Vicepresidencia (1931-1932) | Consejería de la Vicepresidencia (1931-1932) | Consejería de la Vicepresidencia (1931-1932) | Consejería de la Vicepresidencia (1931-1932)     | Consejería de la Vicepresidencia (1931-1932) | Consejería de la Vicepresidencia (1931-1932) |
| --- | -------------------------------------------- | -------------------------------------------- | -------------------------------------------- | -------------------------------------------- | -------------------------------------------- | ------------------------------------------------ | -------------------------------------------- | -------------------------------------------- |
| - | 1931-1932                                    |                                              | Joan Casanovas                               | 29 de diciembre de 1931                      | 3 de octubre de 1932                         | Fomento                                          |                                              | ERC                                          |
| Consejería de la Vicepresidencia (2006-2008) |                                              |                                              |                                              |                                              |                                              |                                                  |                                              |                                              |
| - | VIII                                         |                                              | Josep-Lluís Carod-Rovira                     | 29 de noviembre de 2006                      | 3 de diciembre de 2008                       | Ninguna                                          |                                              | ERC                                          |
| Vicepresidencia de la Generalidad (2008-) |                                              |                                              |                                              |                                              |                                              |                                                  |                                              |                                              |
| 1 | VIII                                         |                                              | Josep-Lluís Carod-Rovira                     | 3 de diciembre de 2008                       | 29 de diciembre de 2010                      | Ninguna                                          |                                              | ERC                                          |
| 2 | IX                                           |                                              | Joana Ortega                                 | 29 de diciembre de 2010                      | 27 de diciembre de 2012                      | Gobernación y Relaciones Institucionales         |                                              | UDC                                          |
| 2 | X                                            | 27 de diciembre de 2012                      | Joana Ortega                                 | 22 de junio de 2015                          |                                              | Gobernación y Relaciones Institucionales         |                                              | UDC                                          |
| 3 | X                                            |                                              | Neus Munté                                   | 22 de junio de 2015                          | 14 de enero de 2016                          | Bienestar Social y Familia Portavoz del Gobierno | CDC                                          |                                              |
| 4 | XI                                           |                                              | Oriol Junqueras                              | 14 de enero de 2016                          | 27 de octubre de 2017                        | Economía y Hacienda                              |                                              | ERC                                          |
| Aplicación del artículo 155 en Cataluña |                                              |                                              |                                              |                                              |                                              |                                                  |                                              |                                              |
| El presidente del Gobierno, Mariano Rajoy delega las funciones de la Presidencia de la Generalitat a Sáenz y con esto el cargo de vicepresidente de la Generalitat queda vacante. |                                              |                                              |                                              |                                              |                                              |                                                  |                                              |                                              |
| 5 | XII                                          |                                              | Pere Aragonès                                | 29 de mayo de 2018                           | 24 de mayo de 2021                           | Economía y Hacienda                              |                                              | ERC                                          |
| 6 | XIII                                         |                                              | Jordi Puigneró                               | 26 de mayo de 2021                           | 29 de septiembre de 2022                     | Políticas Digitales y Territorio                 |                                              | Junts                                        |
| 7 | XIII                                         |                                              | Laura Vilagrà                                | 23 de enero de 2024                          | 10 de agosto de 2024                         | Presidencia                                      |                                              | ERC                                          |